# ラッファエーレ・ディ・ジェンナーロ
ラッファエーレ・ディ・ジェンナーロ（Raffaele Di Gennaro, 1993年10月3日 - ）は、イタリア・サロンノ出身のサッカー選手。FCインテルナツィオナーレ・ミラノ所属。ポジションはゴールキーパー。

## 経歴
1993年10月3日、イタリア・ロンバルディア州サロンノに生まれ、2002年にFCインテルナツィオナーレ・ミラノの下部組織に入団した。2010-11シーズンにカンピオナート・プリマヴェーラのタイトルを獲得。翌2011-12シーズンには、PK戦までもつれ込んだNextGen シリーズの決勝でAFCアヤックスのジョエル・フェルトマンのシュートを止め、サムエーレ・ロンゴやアルフレッド・ダンカンらと共に初代王者となった。またカンピオナート・プリマヴェーラも連覇を果たした。
2013年7月5日、セリエBのASチッタデッラに期限付き移籍で加入した。
2014年7月11日、セリエBのUSラティーナ・カルチョに期限付き移籍で加入した。翌2015年7月10日、さらにもう1年ラティーナに期限付き移籍で加入することが発表された。
2016年8月19日、セリエBのテルナーナ・カルチョに期限付き移籍で加入した。
2017年7月12日、セリエBのスペツィア・カルチョに期限付き移籍で加入した。
2018-19シーズンは所属元のインテルに戻り、背番号93を背負いUEFAチャンピオンズリーグのメンバーリストに登録されるなどしたが、公式戦での出場機会は訪れなかった。
2019年8月13日、フリートランスファーでセリエCのUSカタンザーロに2年契約で加入した。
2021年8月14日、セリエCに降格したデルフィーノ・ペスカーラ1936に移籍した。
2022年7月18日、セリエCのASグッビオ1910に移籍した。シーズンを通じてリーグ戦30試合に出場すると、ジローネBで最多となる20回のクリーンシートを達成した。
2023年7月13日、古巣であるセリエAのインテルに完全移籍で加入した。

## タイトル
インテル
- セリエA：2023-24
- スーペルコッパ・イタリアーナ：2023
- カンピオナート・プリマヴェーラ：2010-11, 2011-12
- NextGen シリーズ：2011-12